# Diplommatina lamellata
Diplommatina lamellata là một loài land snails với một nắp, terrestrial gastropoda molluscas thuộc họ Diplommatinidae.
Nó là loài đặc hữu của Nhật Bản.